# Smith & Wesson Model 29
Smith & Wesson Model 29 — американский револьвер двойного действия под патрон .44 Magnum. Один из наиболее массовых револьверов Smith & Wesson. На момент запуска в производство в 1955 году и долгое время после позиционировался как самое мощное ручное стрелковое оружие в мире.. Часто используется в видеоиграх и фильмах. 

## Конструкция
Оружие представляет собой револьвер двойного действия с самой мощной рамой среди револьверов производства «Smith & Wesson» по причине использования мощного патрона .44 Magnum. Одновременная экстракция гильз осуществляется по самому распространённому среди револьверов принципу — барабан откидывается за пределы рамы, а затем стрелок путём продвижения назад стержня экстрактора выдвигает гильзы за пределы камор и оружия вообще.

### Стволы
Револьвер может использовать разные стволы одного калибра для разных патронов (поскольку по описанным ниже причинам в одном и том же револьвере могут использоваться разные патроны при одном калибре). Существуют стволы длиной 4, 6½ и 8⅜ дюймов, причём их длина ощутимо влияет на вес самого оружия (разница веса полностью заряженных револьверов этом модели со стволами 4 и 8⅜ дюймов составляет 240 граммов).

### Боеприпасы
Револьвер создан для применения патронов под бездымный порох .44 Magnum. Однако по причине неподвижности патронов во время стрельбы и вытекающим из этого отсутствием необходимости различия силы механизмов для подачи и экстракции патронов (вроде затвора и магазина) по причине конструкции револьверов вообще в данном револьвере могут применяться абсолютно все патроны калибра .44 длиной не меньшей изначальной, включая патроны под дымный порох вроде .44 Russian или .44 Special

## Недостатки
- Отдача у данного револьвера в случае использования стандартного патрона .44 Magnum выше, чем у некоторых других моделей под данный патрон, например, пистолета Desert Eagle[5]. Как следствие — сильные удары во время выстрелов в руку стрелка, беспокоящие его и мешающие прицеливанию, делающие затруднительной быструю прицельную стрельбу.

## Варианты

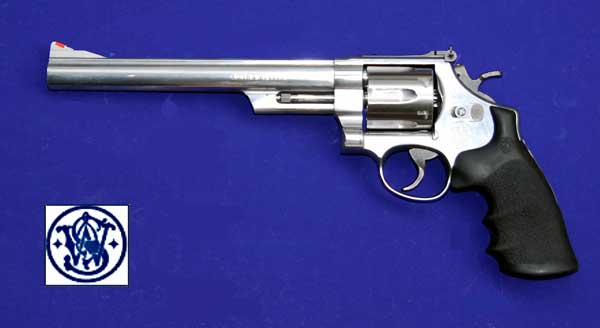
Smith & Wesson Model 629, вариант из нержавеющей стали

- Smith & Wesson Model 629[1] — вариант 1979 года, в отличие от оригинала, сделанный из нержавеющей стали. Согласно справочнику А.Б. Жука наличие в начале номера модели производства фирмы «Smith & Wesson» цифры «6» всегда указывает на данное свойство.